# قهوه سودانی
قهوه سودانی (نام علمی: Durio zibethinus) نام یک گونه از سرده خارگیل است.